# Sturmia volcalis
Sturmia volcalis är en tvåvingeart som först beskrevs av Villeneuve 1943.  Sturmia volcalis ingår i släktet Sturmia och familjen parasitflugor.
Artens utbredningsområde är Kongo. Inga underarter finns listade i Catalogue of Life.